# سیستم غیرمتمرکز

مقایسه گرافیکی یک سیستم متمرکز (A) و یک سیستم غیرمتمرکز (B)

سیستم غیرمتمرکز (انگلیسی: Decentralised system) در تئوری سیستم‌ها، سیستمی است که در آن اجزای سطح پایین‌تر بر روی اطلاعات محلی برای دستیابی به اهداف جهانی عمل می‌کنند. الگوی جهانی رفتار یک ویژگی نوظهور از مکانیسم‌های دینامیکی است که به جای نتیجه‌ای از تأثیر نظم مرکزی یک سیستم متمرکز، بر مؤلفه‌های محلی مانند ارتباطات غیرمستقیم عمل می‌کند.